# Zodion simis
Zodion simis är en tvåvingeart som beskrevs av Camras 1953. Zodion simis ingår i släktet Zodion och familjen stekelflugor. Inga underarter finns listade i Catalogue of Life.